# Museo di preistoria di Valencia
Il Museo di preistoria di Valencia (in valenciano Museu de Prehistòria de València) è un museo della città di Valencia (Spagna) che espone materiali archeologici che vanno dal periodo Paleolitico all'epoca visigota.
Dal 1982 occupa una parte dell'antica casa della Beneficenza, edificio costruito nel 1841, nel quale spicca la chiesa, in stile neobizantino, del 1881.
Nel 1995 iniziò il restauro completo dell'edificio, condotto dall'architetto Rafael Rivera. La casa della Beneficenza, attualmente Museo di preistoria, comprende un pianterreno e due piani disposti intorno a cinque patio. Nel pianterreno si trovano il negozio, il bar, due sale per le esposizioni temporanee, i laboratori didattici, i magazzini, i laboratori di restauro e della Fauna Quaternaria, e gli uffici del Servizio di ricerca preistorica, mentre la chiesa è stata adibita a sala conferenze. Al primo piano si trovano la Biblioteca e le sale permanenti, dedicate al Paleolitico, al Neolitico e all'Età del Bronzo. Al secondo piano vi sono invece le sale permanenti dedicate alla cultura Iberica e all'epoca romana.

## Servizio di ricerca preistorica

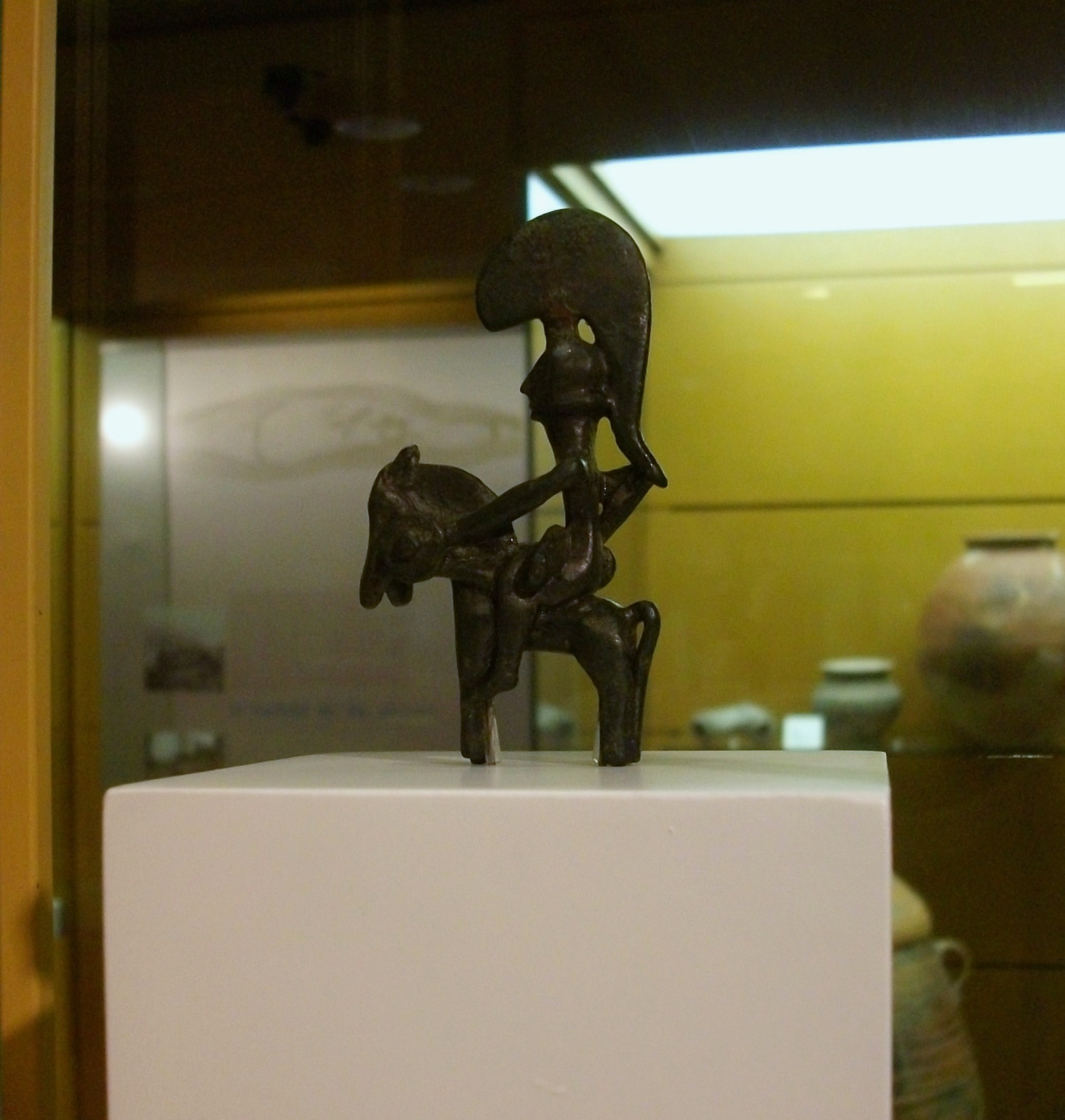
Il guerriero di Mogente, opera iberica esposta nel Museo di preistoria di Valencia.

Il Servizio di ricerca preistorica della Diputación de Valencia ed il suo Museo di Preistoria furono fondati nel 1927 su richiesta di Isidro Ballester Tormo come un'istituzione scientifica destinata a ricercare, conservare e diffondere il patrimonio archeologico valenciano. Vi hanno lavorato alcuni dei più importante archeologi spagnoli: Lluís Pericot, Domingo Fletcher o Enrique Pla, che diressero il SIP, o Miquel Tarradell, Milagros Gill-Mascarell o Carmen Aranegui, che collaborarono frequentemente con questo servizio. Dalla sua fondazione, il SIP sviluppa un'intensa attività di campo nei siti archeologici come la Bastida de les Alcuses di Mogente, la Grotta Nera di Játiva, la Grotta del Parpalló di Gandia o il Tossal de Sant Miquel de Liria. I materiali rinvenuti in questi scavi crearono ben presto una collezione il cui valore scientifico e patrimoniale ha reso il SIP ed il suo Museo uno dei più importanti della Spagna.
Attualmente, i progetti di ricerca comprendono tutte le fasi della Preistoria e dell'antichità valenciana, con importanti attività, come quella sviluppata nella Cueva de Bolomor, nel territorio di Tavernes de la Valldigna, dove sono stati ritrovati i resti umani più antichi di tutto il territorio valenciano. Si effettuano scavi anche nei siti neolitici di Fuente Flores e Cinto Mariano (Requena), nell'abitato dell'Età del bronzo di Lloma del Betxí (Paterna), negli abitati iberici della Bastida de les Alcuses y Los Villares (Caudete de las Fuentes) e nella città iberico-romana di La Carencia de Turís.

## La biblioteca del Servizio di ricerca preistorica
La biblioteca fu costituita parallelamente al Museo di preistoria di Valencia. Si tratta di una biblioteca specialistica che iniziò a creare il suo fondo bibliografico con donazioni ed acquisti. Durante la formazione della Biblioteca, le acquisizioni di monografie furono fatte tenendo conto di alcune regole particolari: opere di carattere generale o di riferimento, opere riguardanti gli studi di preistoria e archeologia precedenti alla fondazione del SIP e opere sui più recenti progressi dell'archeologia. Fin dal primo momento, comunque, si prospettò l'esigenza di creare una rete di scambi di pubblicazioni, al fine di aumentare il numero di testi e far conoscere e diffondere le pubblicazioni dell'istituzione. Inizialmente si pensò di realizzare quest'obbiettivo con l'Archivo de Prehistoria levantino, nonostante le grandi difficoltà economiche del SIP, ed infatti tra la pubblicazione del primo e del secondo volume trascorsero 16 anni, cosicché lo scambio bibliografico si realizzò con la Memoria annuale.
La Biblioteca del SIP è aperta il martedì ed il giovedì dalle 8:30 alle 18:30 ed il lunedì, mercoledì e venerdì dalle 8:30 alle 14:30.

### Pubblicazioni
I risultati delle ricerche e degli studi del SIP vengono diffusi attraverso le pubblicazioni scientifiche, la pubblicazione dell'Archivo de Prehistoria levantina e la collana di monografie Serie di lavori vari, oltre che attraverso i cataloghi delle esposizioni organizzate dal SIP, brochure, quaderni di didattica, monografie, ecc.

## Sale del primo piano
L'esposizione permanente comincia con una sala dedicata agli inizi dell'archeologia preistorica nel territorio valenciano, ai lavori realizzati da Juan Vilanova y Piera nel XIX secolo, e la ricostruzione di uno scavo archeologico. Seguono la sala II, dedicata al Paleolitico Inferiore e Medio (con l'industria litica e la fauna provenienti dalle località di Cova de Bolomor, Petxina, El Salt e Cova Negra) e la sala III (Paleolitico Superiore) con i resti di Parpalló, Malladetes, Cova de les Cendres, Cueva del Vulcán del Faro e la Ratlla del Bubo. Una menzione speciale merita la sala IV, che ospita le piastrine dipinte della Cova de Parpalló, che vanno dall'Aurignaziano fino al Magdaleniano.
La sala V è dedicata al periodo conosciuto come Mesolitico, con i reperti industriali e artistici degli ultimi cacciatori-raccoglitori. Questa sala mostra esempi dell'utilinseria microlitica e di forme geometriche, tipiche di questo periodo: Cueva de la Cocina e Covata de Llatas.
Il Neolitico comincia nella sala VI, mostrando al visitatore la comparsa di una nuova cultura materiale nel territorio valenciano a partire dal 5500 a. C., con due elementi fondamentali: la ceramica e la pietra levigata. I giacimenti più importanti di questo periodo, rappresentati nelle vetrine della sala, sono: Cova de l'Or (Beniarrés) e Cova de la Sarsa (Bocairent).
La sala VII è una sintesi dei tre stili artistici post-paleolitici che si possono osservare nelle piastrine, nelle pareti delle grotte e nelle ceramiche: il Macroschematico, il Levantino e lo Schematico. Sono riprodotte immagini delle pitture rupestri del Pla de Petracos (Castell de Castells), de la Sarga (Alcoi), el Barranc de la Valltorta (Tírig, Albocàsser e Coves de Vinromà), el Barranc de la Gasulla (Ares del Maestrat) e la Grotta del Ragno (Bicorp).
La sala successiva (VIII) ci introduce all'Eneolitico, conosciuto anche come Età del Rame, che comincia nel III millennio a. C. Le teche di questa sala presentano nuovi materiali che testimoniano i cambiamenti sociali, economici ed ideologici avvenuti all'interno di queste società, come a Ereta del Pedregál (Navarrés), la Rambla Castellarda (Llíria) e a Cova de la Pastora (Alcoi), con la presenza di idoli, casi di trapanazione cranica, vasi campaniformi, pugnali, asce di rame, ecc.
Per concludere, la sala IX, l'ultima sala del primo piano del museo, è dedicata alla Cultura del Bronzo Valenciano del II millennio a. C., con materiali proveniente dalla Muntanyeta de Cabrera (Torrente), il Mas de Menente (Alcoi), la Mola Alta de Serelles (Alcoi), la Lloma de Betxí (Paterna) e la Muntnya Assolada (Alzira).

### Vetrina dell'industria litica paleolitica: evoluzione e fabbricazione
Nella sala II troviamo una vetrina di contenuto didattico per i visitatori del museo, dove si spiegano, attraverso riproduzioni sperimentali, le differenti tecniche di fabbricazione di utensili litici durante il Paleolitico: dai primi strumenti dell'homo abilis fino alla fine del periodo Paleolitico.
La vetrina è divisa in otto parti, una per ciascuna tecnica dell'industria litica: angoli scolpiti e poca lavorazione nel Paleolitico arcaico e inferiore, la forma discoidale, il bifacciale, la tecnica Levallois (tipica del Musteriano), la tecnica laminare tipica del Paleolitico Superiore, la rifinitura del Solutreano e, infine, l'industria microlitica.
È una vetrina che illustra chiaramente come si sia evoluta la tecnologia in 2 milioni di anni, fornendo una visione generale sulle varie tecniche utilizzate.